# Klæbu
Klæbu est une ancienne kommune norvégienne située dans le comté de Trøndelag. Le 1er janvier 2020, elle est rattachée à la ville de Trondheim.